# NGC 7297
NGC 7297 ist eine Spiralgalaxie mit ausgedehnten Sternentstehungsgebieten vom Hubble-Typ Sbc im Sternbild Kranich am Südsternhimmel. Sie ist schätzungsweise 487 Millionen Lichtjahre von der Milchstraße entfernt und hat einen Durchmesser von etwa 130.000 Lj.
Im selben Himmelsareal befindet sich u. a. die Galaxie NGC 7299.
Das Objekt wurde am 1. September 1834 von John Herschel entdeckt.